# Zadęcie

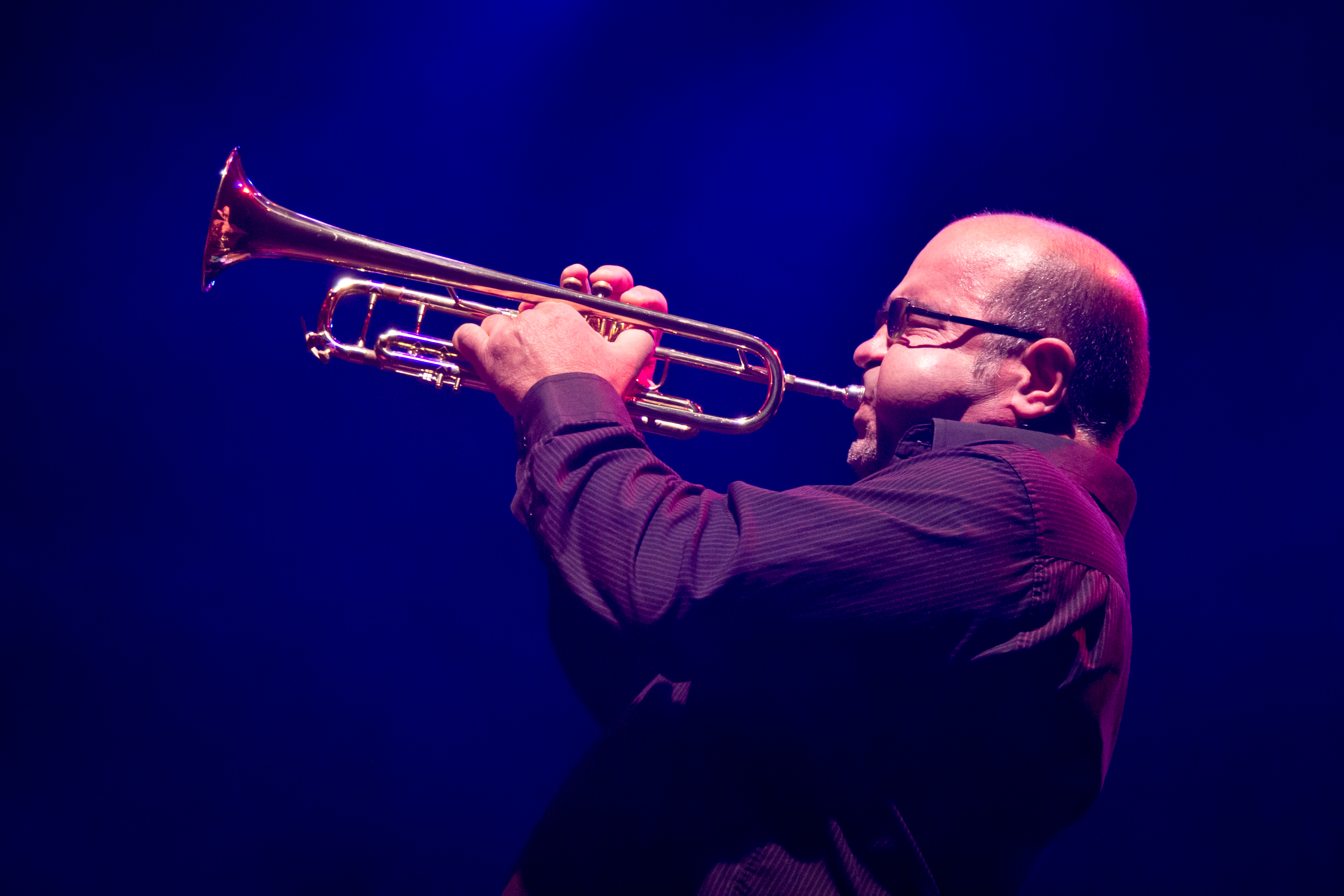
Muzyk dmący w trąbkę

Zadęcie – dmuchnięcie w przedmiot wydający dźwięki; wydobywanie dźwięku z instrumentu muzycznego dętego poprzez wdmuchiwanie powietrza.
Istnieje kilka technik artykulacji zadęcia:
- zadęcie staccato – pojedyncze, krótkie uderzenia powietrza wywoływane przez wymawianie spółgłoski d (twarde staccato) lub t (miękkie staccato)[3],
- zadęcie podwójne – okresowe przerywanie strumienia powietrza językiem wywoływane przez naprzemienne wymawianie spółgłosek t oraz k; pozwala uzyskać podwójne staccato[4],
- zadęcie potrójne – okresowe przerywanie strumienia powietrza językiem wywoływane przez naprzemienne wymawianie spółgłosek t-k-t; pozwala uzyskać potrójne staccato[2],
- zadęcie trylowe (wł. frullato, niem. Flatterzunge) – przerywanie strumienia powietrza ciągłym drżeniem języka przez wymawianie trrrrrrrrr[4].